# Andrzej Hünefeld

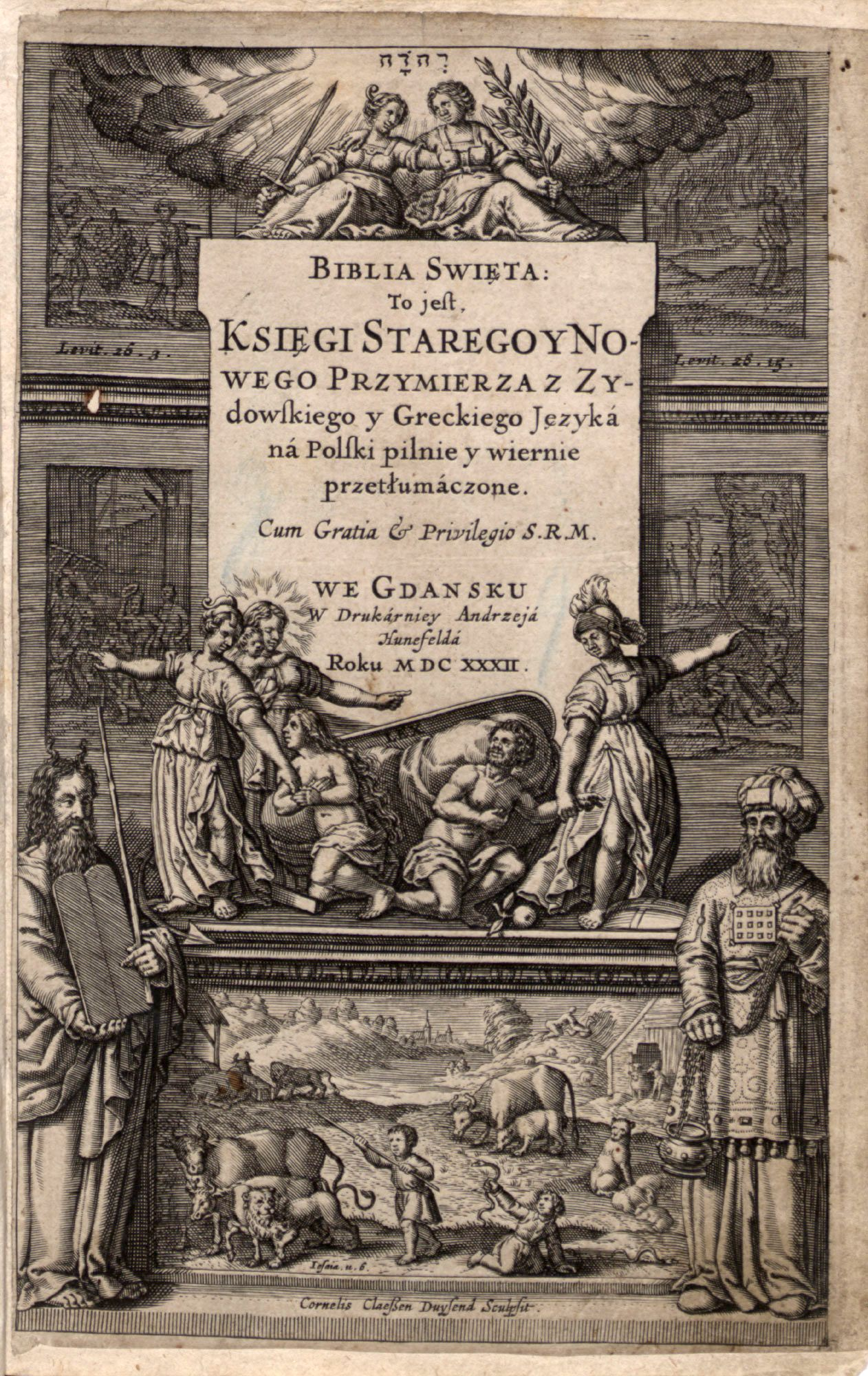
Strona tytułowa Biblii gdańskiej drukowanej przez Hünefelda w 1632 r.

Andrzej Hünefeld, właściwie Andreas Hünefeld (ur. 1581 w Halberstadt, Saksonia zm. 1666 w Gdańsku) – drukarz i księgarz gdański pochodzenia niemieckiego. 
W roku 1608 poślubił wdowę po zmarłym dwa lata wcześniej Wilhelmie Guilemonthanusie, w którego drukarni pracował wcześniej jako faktor (przedstawiciel handlowy). Przejmując w ten sposób zarząd i prawa właścicielskie drukarni doprowadził ją do rozkwitu. Kierując firmą do roku 1652 wydał w niej około 2000 druków, spośród których ponad ⅓ stanowiły książki w języku polskim, w tym – w 1632 roku – pełny polski przekład Pisma Świętego, zwany Biblią gdańską. Wśród licznych dzieł innowierców, które drukował, znalazło się kilka opublikowanych w latach 1634–1647 wydań Janua linguarum Jana Ámosa Komensky'ego. W zasobach Biblioteki Gdańskiej Polskiej Akademii Nauk zachowała się m.in. "Selenographia sive lunae descriptio...", jedno z ważniejszych dzieł astronomicznych Jana Heweliusza, drukowane przez Hünefelda w 1647.
W 1619 r. Hünefeld drukował m.in. Jakuba Gembickiego i Macieja Rybińskiego.
W roku 1615 wydał on fundamentalne dla ruchu różokrzyżowców dzieło Johanna Valentina Andreae: Fama Fraternitatis (nazwa różokrzyż pochodzi od imienia Christian Rosenkreutz, postaci pojawiającej się tej i innych księgach tego autora). W wyniku działalności Hünefelda powstała miejscowa placówka różokrzyżowców pod nazwą Antilia. 
Swoje książki Hünefeld sprzedawał m.in. w sali Dworu Artusa.